# Краниометрические точки
Краниометрические точки — точки на черепе, используемые для обеспечения правильных антропометрических измерений.
Важное значение имеет ориентировка черепа в установленной плоскости (горизонтали). Наиболее употребительна ориентировка в так называемой франктфуртской горизонтали, при которой голова должна фиксироваться таким образом, чтобы обе козелковые точки и нижний край левой глазницы располагались в горизонтальной плоскости.

## Обозначения краниометрических точек
ast — asterion; au — auriculare; b — bregma; ba — basion; co — coronale; d — dakryon; ek — ektokonchion; eu — euryon; fmo — frontomalare orbitale; fmt — frontomalare temporale; ft — frontotemporale; g — glabella; gn — gnathion; go — gonion; ho — hormion; i — inion; id — infradentale; it — infratemporale; ju — jugale; k — krotophion; l — lambda; l — lakrimale; m — metopion; mf — maxillofrontale; ml — mentale; ms — mastoideale; n — nasion; ns — nasospinale; o — opisthion; ol — orale; op — opisthokranion; or — orbitale; pg — pogonion; po — porion; pr — prosthion; pt — pterion; rhi — rhinion; sg — supraglabellare; so — supraorbitale; sphba — sphenobasion; sphn — sphnenion; ss — subspinale; st — stephanion; sta — staphylion; ste — stenion; zm — zygomaxillare; zy — zygion.

## Основные краниометрические точки
- Астерион, asterion (ast) — точка в пункте схождения ламбдовидного, затылочно-сосцевидного и теменно-сосцевидного швов.
- Аурикуляре, auriculare (au) — точка на корне скулового отростка височной кости, лежащая над серединой наружного слухового прохода.
- Брегма, bregma (b) — точка в месте схождения саггитального и венечного швов.
- Вертекс, vertex (v) — наиболее высоко расположенная в медиально-сагиттальной плоскости точка черепа, ориентированного во франктфуртской горизонтали (см. Темя).
- Глабелла, glabella (g) — наиболее выступающая вперёд в медиально-сагиттальном сечении точка на носовом отростке лобной кости, где лобная кость образует более или менее выраженную выпуклость (на младенческих черепах эта выпуклость отсутствует).
- Гнатион, gnathion (gn) — точка на нижнем крае нижней челюсти в месте пересечения его медиально-сагиттальной плоскостью.
- Гонион, gonion (go) — точка на наружной поверхности нижней челюсти, лежащая на вершине угла, образованного нижним краем тела челюсти и задним краем ветви.
- Дакрион, dakryon, (d) — точка на внутренней стенке орбиты в месте соприкосновения верхнего конца гребня слёзной кости с лобно-слёзным швом.
- Зиго-максилляре, zygomaxillare (zm) — самая нижняя точка на скуло-челюстном шве.
- Инион, inion (i) — точка в месте схождения верхних полукружных линий в медиально-сагиттальной плоскости; определение этой точки как при слабо выраженных полукружных линиях, так и при наличии затылочного валика затруднительно.
- Инфрадентале, infradentale (id) — точка на верхнем крае альвеолярного отростка нижней челюсти между двумя внутренними резцами.
- Ламбда, lambda (l) — точка на пересечении ламбдовидного и стреловидного швов.
- Максилло-фронтале, maxillofrontale (mf) — точка пересечения внутреннего края орбиты с лобно-челюстным швом.
- Метопион, metopion (m) — точка, лежащая в месте пересечения линии, соединяющей вершины лобных бугров с медиально-сагиттальной плоскостью.
- Назион, nasion (n) — точка пересечения носо-лобного шва с медиально-сагиттальной плоскостью.
- Назо-спинале, nasospinale (ns) — точка пересечения медиально-сагиттальной плоскости с линией, соединяющей нижние края левой и правой половин грушевидного отверстия.
- Опистион, opistion (o) — точка на середине заднего края затылочного отверстия.
- Опистокранион, opisthokranion (op) — наиболее выступающая сзади (наиболее удалённая от глабеллы) точка на затылочной кости, лежащая на наружном затылочном возвышении; эта точка определяется измерением наибольшего продольного диаметра от глабеллы.
- Орале, orale (ol) — точка в передней части костного нёба на пересечении медиально-сагиттальной плоскости с линией, соединяющей задние края альвеол внутренних резцов.
- Орбитале, orbitale (or) — самая нижняя точка на крае орбиты; служит для ориентировки черепа во франктфуртской горизонтали.
- Порион, porion (po) — точка на середине верхнего края наружного слухового прохода; эта точка всегда лежит глубже предыдущей.
- Простион, prosthion (pr) — наиболее выступающая вперёд точка на передней поверхности верхнечелюстной кости между двумя внутренними резцами; от этой точки следует отличать альвеолярную точку, лежащую на нижнем крае альвеолярного отростка между теми же резцами.
- Птерион, pterion — точка на боковой поверхности черепа, в месте соединения швов между теменной, височной и клиновидной костями.
- Ринион, rhinion (rhi) — точка переднего края носовых костей на нижнем конце шва между ними.
- Стафилион, staphylion (sta) — точка в задней части костного нёба на пересечении медитально-сагиттальной плоскости с линией, соединяющей края задних вырезок нёба.
- Субспинале, subspinale (ss) — точка, лежащая в медиально-сагиттальной плоскости ниже носового шипа.
- Фронто-маляре орбитале, frontomalare orbitale (fmo) — точка на наружном крае орбиты в месте пересечения его скуло-лобным швом.
- Фронто-маляре темпорале, frontomalare temporale (fmt) — наиболее наружная точка на скуло-лобном шве.
- Фронто-темпорале, frontomalare (ft) — точка на височном гребне лобной кости, лежащая в месте её наибольшего сужения.
- Эктоконхион, ektokonchion (ek) — точка на наружном крае орбиты, где он пересекается линией, проведённой параллельно верхнему краю и делящей орбиту пополам.
- Эурион (Юрион), euryon (eu) — наиболее выступающая наружу точка боковой поверхности черепа, лежащая чаще всего на теменной кости, реже в верхней части чешуи височной кости; эта точка определяется измерением наибольшего поперечного диаметра.